# Hrvatski radiša (list)
Hrvatski radiša je bio hrvatski polumjesečnik i mjesečnik.
U impresumu se definirao kao list za usavršivanje rada, unapređenje narodnog gospodarstva i odgoj trgovačkog, obrtničkog, industrijskog podmlatka. Bio je listom Hrvatskog radiše društva za promicanje rada i zadruge Hrvatskog radiše za štednju, osiguranje i privredu.
List je izlazio od proljeća 1923. godine sve do travnja 1945. godine. Izlazio je u Zagrebu. 
Sadržavao je priloge Mladi radiša i Našim iseljenicima i povratnicima.
Uređivali su ga: Dragoslav Heiligstein, Zvonko Šprajcer, Juraj Veselić, Nikola Stipančić i Petar Milutin Kvaternik, a Mladog radišu uređivao je Stjepan Kranjčević.

## Poznati suradnici
Kuzma Moskatelo.